# Quatrième concile bouddhiste
Le terme quatrième concile bouddhiste désigne deux évènements différents dans les traditions theravada et mahayana.

## Tradition theravada: concile de Tambapanni
Afin d’éviter que l’enseignement du Bouddha, qui se serait jusqu’alors transmis oralement, ne se perde, cinq cents moines menés par le Vénérable Maharakkhita se réunirent à Tambapanni, Sri Lanka, sous le patronage du roi Vattagamani (r. 103 - 77 av. J.-C.) afin de coucher par écrit sur des feuilles de palme le Canon pali. Le travail, qui aurait duré trois ans, se serait déroulé dans la grotte Aloka lena près de l’actuel Matale ; le roi Vijayarajasiha la fit décorer au XVIIIe siècle d’images du Bouddha. 

## Tradition mahayana: concile du Cachemire
Quatre-cents ans après l’extinction du Bouddha cinq-cents moines sarvastivadin se réunirent dans le monastère de Kundalavana au Cachemire ou à Jalandhar pour compiler et clarifier l’Abhidharma sous la direction de Vasumitra et le patronage de l’empereur Kanishka Ier (r. 127-151). Ils auraient ainsi produit le Mahavibhasa (Grande exégèse).